# Fena

Fenor:
3. ryggfena
4. fettfena
6. stjärtfena
7. analfena
9. bukfenor
10. bröstfenor
(Nummer 1, 2, 5 och 8 avser fjäll, gällock, sidolinjeorgan respektive lysorgan (bilden föreställer en prickfisk), vilka ej är fenor.)

Fenor är extremiteter hos fiskar och vissa grupper av havslevande däggdjur och används för rörelse och balans.

## Fenor hos fiskar
Fenor är kännetecknande för fiskar och de bröst- och bukfenorna är homologa med fram- och bakbenen hos landlevande ryggradsdjur, dessa beskrivs som de pariga fenorna eftersom varje individ har två av varje typ av fena. Rygg-, stjärt- och analfenor är typiska för fiskar och är placerade längs kroppens mittlinje, dessa är opariga då varje individ bara har en av varje. De pariga fenorna saknas hos alla rundmunnar men även några andra fiskar. De opariga fenorna består av två delar, den synliga yttre delen kallas för fenstrålar. Fenstrålar kan vara av två olika typer, den första typen, mjukstrålar, är mjuka ofta ledade och tvådelade. Den andra typen, taggstrålar, är styva och odelade. Den inre delen som finns dold inuti kroppen kalls för strålbärarna och är ledat förbundna med fenstrålarna. Hos fiskar varierar antalet ryggfenor mellan en och tre, normalt har de en analfena men i vissa fall två. Det viktigaste rörelseorganet för fiskar är stjärtfenan, hos benfiskar är denna normalt, symmetrisk medan den hos broskfiskar är sned och asymmetrisk.
Hos benfiskar är bröstfenorna oftast placerade på kroppens sidor och strax bakom huvudet och är fästade till skuldergördelns kotor. Bukfenornas position varierar mer, hos sill sitter de på buken, hos stör sitter de på bröstet och hos torsk sitter de på strupen.

### Lista över fiskfenor
- Analfena (oparig)
- Bukfena, även kallad pelvisfena, (parig)
- Bröstfena, även kallad pectoralfena, (parig)
- Fettfena, även kallad adiposfena, (oparig)
- Ryggfena, även kallad dorsalfena, (oparig)
- Stjärtfena, även kallad caudalfena, (oparig)

## Fenor hos däggdjur
Bland vissa arter av havslevande däggdjur har arm och benextremitererna utvecklats mot fenliknade former. Detta gäller särskilt valar (inklusive delfiner och tumlare) där utvecklingen är fullgången. Hos sälar har utvecklingen mot fenliknande extremiteter inte gått lika långt.